# ゲームギアミクロ
ゲームギアミクロは、セガから2020年10月6日に発売された携帯型ゲーム機。
1990年代前期から中期にかけてセガ・エンタープライゼスが発売した携帯型ゲーム機、ゲームギア（以下、一部で「GG」「オリジナル」と略記する場合あり）の復刻版である。
本項では同年12月24日に発売の『アレスタコレクション』限定版に同梱される別注版「ゲームギアミクロ ホワイト」についても記載する。

## 沿革
2020年6月3日、セガ社が創立60周年を迎えた日にセガのトップである里見治紀と、藤岡真威人が演じる、60周年アンバサダーキャラクター「せが四郎」の記念対談記事で報じられた。
もともとはセガ60周年事業の一環として、セガグループの1社であるセガトイズが、セガ営業部の物販チームを通して出した企画だった。折しもゲームギア発売30周年が間近に迫っていた時期でもあったため、ゲームギア復刻の機運がチーム内で盛り上がり、世に出せるように画策した。チームの近くには、メガドライブミニのキーパーソンであるセガ社員、奥成洋輔のデスクがあり、チームからの相談に乗るうちに、奥成も本機の開発に参加することとなった。その後奥成は2020年4月1日をもって物販チームに異動し、正式に本機の担当となった。

## ハードウェア
本機はゲームギアを現代のアーキテクチャで制作した「復刻系ゲーム機」である。コンセプトは「ギミック」および「遊べるミニチュア」であり、小ささを強調した製品である。
外観はオリジナルを元にして、幅は80 mm、高さは43 mm、奥行は20 mmの約40%弱に縮尺したサイズである。オリジナルが両手で掴んでホールドすることが前提の大きさだったのに対し、本機は「ミクロ」の名のとおり、指先で摘まめるほどに軽く小さく、重量は電池を含め約60 g。ただし、左側のジョイコントローラーと右側のボタン二つは忠実に縮小するとゲーム操作に支障を来たすため、縮尺よりも大きくした。
ボディカラーはオリジナルの基本色だったブラックのほか、オリジナルのバリエーションカラーだったイエロー・ブルー・レッドが用意された。
液晶ディスプレイは時代の進歩に合わせ、オリジナルよりもコントラストが効いた見易い映像を出力出来る。ただし、ボディサイズの関係で、オリジナルの3.2インチに対し、1.15インチに縮小された。
音声はステレオに対応し、ヘッドホン端子を使えばステレオで音が聞ける。本体のスピーカーはオリジナル同様モノラル出力である。
電力源はオリジナル同様にアルカリ乾電池が基本で、オリジナルは単3電池で6本だったのに対し単4電池2本で済むようになり、大幅な低電力化を実現した。バッテリーによる最大駆動時間に関して、奥成は「オリジナルの3時間はクリアしたい」と語った。外部からの電力供給も可能で、スマートフォンの充電などに使われる5V/1.0A/5W以上の出力ができるACアダプタから、マイクロUSB端子に接続する。アダプタおよびケーブルは別売り。
なお、他メーカーの復刻系ゲーム機同様、オリジナルのロムカセットをスロットに装着して遊ぶことは出来ない。またソフトのダウンロードは出来ない。完全に1人用に特化したため、一部のソフトのオリジナル版では可能だったマルチプレイはできない。

## ソフトウェア
ゲームラインナップにはRPGのようにプレイヤーがゲーム内の文章を読み込んだり、「なぞぷよ」のように小さいキャラクターを凝視したりする必要のあるものも多い。当時のユーザーは壮年以上である人も多いため、「老眼なので（自分と同じ世代にはプレイが厳しいのでは無いか）」という趣旨の評も見られたが、これについて奥成は「開発元で40代と50代の方々に遊べるかどうかモニターしてもらい大丈夫だった」と回答した。
各ゲームはプレイ途中のセーブ（ステートセーブ）することが可能で、最大4スロットを全タイトルで共有する。ゲームをセレクトする際のメニュー画面で流れるBGMは、エムツー所属のChibi-Techによる新規書き下ろし楽曲が使われた。
各ゲームタイトルの説明書は添付しておらず、本体で電子説明書として閲覧する機能もない。代わりに公式サイトで閲覧可能である。

### 収録タイトル
4色のカラーバリエーションごとに、各色でラインナップの異なる4タイトルを収録プリインストールする。全色の合計で16タイトル。ゲームソフトの選定は当時の販売実績や専門誌でのランキング、ニンテンドー3DSでバーチャルコンソールとして配信したときの反響などを参考にセガの奥成が概ね決定し、全てセガが関わるタイトルになった。どの機種にも必ずパズルゲームを収録したのは、メガドライブミニで実際にユーザーが遊んだタイトルや隙間時間を利用して遊ぶ際、手軽に遊べる点を考慮したためである。
発表時点で（概ね）全タイトルが公開された。下記表は基本的に公式商品情報ページに掲載された順。
| タイトル                            | オリジナル版            | オリジナル版 | オリジナル版   | ゲームジャンル         | CEROレイティング      | 備考                 |
| タイトル                            | 日本における リリース日 | 発売企業     | 開発企業       | ゲームジャンル         | CEROレイティング      | 備考                 |
| ----------------------------------- | ----------------------- | ------------ | -------------- | ---------------------- | --------------------- | -------------------- |
| ソニック・ザ・ヘッジホッグ          | 1991年12月28日          | セガ         | エインシャント | アクションゲーム       | CERO：A（全年齢対象） |                      |
| ぷよぷよ通                          | 1994年12月16日          | コンパイル   | コンパイル     | アクションパズルゲーム | CERO：A（全年齢対象） | マルチ対戦プレイ不可 |
| アウトラン                          | 1991年8月9日            | セガ         |                | ドライブゲーム         | CERO：A（全年齢対象） | 2人対戦プレイ不可    |
| ロイアルストーン ～開かれし時の扉～ | 1995年2月24日           | セガ         |                | シミュレーションRPG    | CERO：A（全年齢対象） |                      |

| タイトル                          | オリジナル版            | オリジナル版 | オリジナル版      | ゲームジャンル   | CEROレイティング      | 備考                                  |
| タイトル                          | 日本における リリース日 | 発売企業     | 開発企業          | ゲームジャンル   | CEROレイティング      | 備考                                  |
| --------------------------------- | ----------------------- | ------------ | ----------------- | ---------------- | --------------------- | ------------------------------------- |
| ソニック&テイルス                 | 1993年11月19日          | セガ         | アスペクト        | アクションゲーム | CERO：A（全年齢対象） |                                       |
| ガンスターヒーローズ              | 1995年3月24日           | セガ         | エムツー （GG版） | アクションゲーム | CERO：A（全年齢対象） | オリジナルのMD版は トレジャーが開発。 |
| シルヴァンテイル                  | 1995年1月27日           | セガ         | ネクステック      | アクションRPG    | CERO：A（全年齢対象） |                                       |
| ばくばくアニマル 世界飼育係選手権 | 1996年1月26日           | セガ         | セガ              | アクションパズル | CERO：A（全年齢対象） | 2人対戦プレイ不可                     |

| タイトル                                          | オリジナル版            | オリジナル版 | オリジナル版            | ゲームジャンル      | CEROレイティング      | 備考                     |
| タイトル                                          | 日本における リリース日 | 発売企業     | 開発企業                | ゲームジャンル      | CEROレイティング      | 備考                     |
| ------------------------------------------------- | ----------------------- | ------------ | ----------------------- | ------------------- | --------------------- | ------------------------ |
| シャイニング・フォース外伝 ～遠征・邪神の国へ～   | 1992年12月25日          | セガ         | クライマックス ソニック | シミュレーションRPG | CERO：A（全年齢対象） |                          |
| シャイニング・フォース外伝II ～邪神の覚醒～       | 1993年6月25日           | セガ         | クライマックス ソニック | シミュレーションRPG | CERO：A（全年齢対象） |                          |
| シャイニング・フォース外伝 ファイナルコンフリクト | 1995年6月30日           | セガ         | クライマックス ソニック | シミュレーションRPG | CERO：A（全年齢対象） |                          |
| なぞぷよ アルルのルー                             | 1994年7月29日           | セガ         |                         | パズルゲーム        | CERO：A（全年齢対象） | 大元はコンパイルが開発。 |

| タイトル                              | オリジナル版            | オリジナル版 | オリジナル版    | ゲームジャンル      | CEROレイティング        | 備考                                           |
| タイトル                              | 日本における リリース日 | 発売企業     | 開発企業        | ゲームジャンル      | CEROレイティング        | 備考                                           |
| ------------------------------------- | ----------------------- | ------------ | --------------- | ------------------- | ----------------------- | ---------------------------------------------- |
| 女神転生外伝 ラストバイブル           | 1994年4月22日           | セガ         | シムス （GG版） | RPG                 | CERO：B（12才以上対象） | ゲームボーイ版はアトラス発売 MIT・アクセス開発 |
| 女神転生外伝 ラストバイブルスペシャル | 1995年3月24日           | セガ         |                 | 3Dダンジョン探索RPG | CERO：B（12才以上対象） | 事実上のGGオリジナル作品。                     |
| The GG忍                              | 1991年4月26日           | セガ         |                 | アクションゲーム    | CERO：B（12才以上対象） |                                                |
| コラムス                              | 1990年10月6日           | セガ         |                 | アクションパズル    | CERO：B（12才以上対象） | GGローンチタイトル作品 2人対戦プレイ不可       |

### 別注版「ゲームギアミクロ ホワイト」
ゲームギアミクロ収録タイトルを移植するエムツーは「M2 SHot Triggers」とブランドを付け、PS4やNintendo Switchにレトロゲームを移植し自社で販売している。このシリーズの1作として、シューティングゲーム『アレスタ』シリーズのうち、GGから2作、セガ・マークIIIから1作、海外版セガ・マスターシステムから1作、完全新作1作の計5作品を収録した『アレスタコレクション』を2020年12月24日に発売、この限定版にエムツーがセガの協力のもと、独自にオーダーして製造されたゲームギアミクロが同梱された。
ボディカラーは、オリジナルで一時期、キャリングケースとのセットで限定発売された「パールホワイト」に近い「ホワイト」となる。この限定版には後述する「ビックウィンドーミクロ」のホワイトカラー版も付属する。ゲーム選択メニューのデザインやサウンドはセガ発売版とは異なる。
| タイトル        | オリジナル版           | オリジナル版 | オリジナル版 | ゲームジャンル       | 備考                                                                                            |
| タイトル        | 日本におけるリリース日 | 発売企業     | 開発企業     | ゲームジャンル       | 備考                                                                                            |
| --------------- | ---------------------- | ------------ | ------------ | -------------------- | ----------------------------------------------------------------------------------------------- |
| アレスタ        | 1988年2月29日          | セガ         | コンパイル   | シューティングゲーム | オリジナルはセガ・マークIII用ソフト。 今回はGGミクロに移植した「特別版」                        |
| GGアレスタ      | 1991年12月29日         | コンパイル   | コンパイル   | シューティングゲーム |                                                                                                 |
| GGアレスタII    | 1993年10月1日          | セガ         | コンパイル   | シューティングゲーム |                                                                                                 |
| POWER STRIKE II | 1993年                 | セガ         | コンパイル   | シューティングゲーム | オリジナルは海外でのみSEGA MASTER SYSTEM用ソフトとして発売。 今回はGGミクロに移植した「特別版」 |
| GGアレスタ3     | 2020年12月24日         | エムツー     | エムツー     | シューティングゲーム | アレスタコレクションのために完全新作としてGG規格で制作                                          |

## 周辺機器
ゲームギアミクロ4色（4台）をセット予約すると、先着で数量限定のオプショングッズ「ビッグウィンドーミクロ」が同梱される。これはゲームギアの周辺機器として発売されていた画面拡大レンズ「ビッグウィンドー」を、GGミクロ用にダウンサイジングして造ったもの。

## 広告
YouTubeなどで公開されたプロモーション動画では、オリジナルのCMに起用された高橋由美子がナレーションを担当した。

## 販売
本機はAmazon.co.jp・セガストア・Rakuten Booksでの限定販売である。各ストア限定特典もある。
セガストア限定 ゲームギアミクロ 4色セット DXパック スモークコレクターズエディション
セガストア予約販売特典。
4色のGGミクロを収納して飾るための額縁と、モックアップモデルでゲームはプレイ出来ないが、外観はGGミクロと同じ「スモーク（半透明ブラック）」が付属した特装版。
ゲームギアミクロ ピンズ＆コレクションボックス
Rakuten Books予約特典。
GGミクロに収録された全16作品のパッケージをピンズ化し、ゲームギアのパッケージボックスを復刻した収納ケースが付属した特装版。